# 토르 (스타크래프트)
토르(영어: Thor)는 스타크래프트 2 종족인 테란의 유닛이다. 군수공장에서 생산이 가능한 유닛이다.

## 특징
토르는 스타크래프트 2에서 생긴 테란의 지상 최종 병기인 유닛이다. 테란의 지상 최종 병기에는 테라트론도 있는데 테라트론은 건물들을 합체해야 나오는 합체 로봇인 특수 유닛이고 토르는 테란의 건물인 군수공장에서 만들어지는 유닛이란 차이점이 있다. 테란의 강력한 지상 유닛으로 짐 레이너의 친구인 로리 스완이 개발한 유닛이다. 토르는 체력:400에 기본 방어력:1이 있으며 같은 위치에 있는 저그의 울트라리스크와 달리 지대지 공격과 지대공 공격이 모두 가능하다. 지대지 공격은 토르의 망치란 무기를 사용하며 지대공 공격은 2가지 공격 무기가 존재하는데 지대공 공격의 2가지 무기는 폭약 탄두:재블린 미사일 발사기와 고충격 탄두:250m 천벌포가 있다. 지대지 공격력:30, 폭약 탄두:재블린 미사일 발시기 지대공 공격력:6, 고충격 탄두 250m 천벌포 지대공 공격력:25의 능력치를 가지고 있다. 생산하는데 필요한 자원은 광물:300, 가스:200에 인구수 6이 필요하다. 토르를 생산하는데 필요한 건물은 기술실과 무기고이다. 토르는 메카닉 테란의 유닛 중에서 가장 높은 체력과 지대지와 지대공이 모두 공격 가능한 유닛이기 때문에 후반부가 되면 테란이 많이 사용하며 사거리도 전작인 스타크래프트에 나오는 골리앗보다 길다는 것이 좋은 장점으로 작용하는 유닛이다. 토르는 테프전, 테저전은 물론이고 테테전에서도 후반이 되면 많이 쓰이며 주로 크루시오 공성 전차와 함께 조합되어 사용된다.

## 같이 보기
- 스타크래프트
- 테란